# Baronía de Alfajarín
La Baronía de Alfajarín fue una baronía creada por Jaime I de Aragón con los pueblos de Alfajarín, Candasnillos, Farlete y Nuez de Ebro. 
En 1293 fue entregada a Pedro Cornel. En 1334 pasó a Ximeno Cornel, en 1348 a Tomás Cornel y en 1352 a Luís Cornel. Los Cornel fortificaron Alfajarín en los siglos XIII y XIV.
En 1437 la Baronía dejó de pertenecer a los Cornel y pasó a Don Juan de Mur mediante compra. En esos tiempos pertenecían a la baronía Alfajarín, Candasnillos, Farlete, Nuez de Ebro, Villafranca de Ebro y Osera de Ebro (que terminó pasando a los barones de Quinto en el siglo XIV). 
A mediados del siglo XIV el título fue comprado por Juan de Coloma, hombre de confianza del rey Juan II de Aragón. El título sin embargo le fue retirado en 1479, cuando el nuevo rey Fernando el Católico lo mandó detener.